# Melanoplus hesperus
Melanoplus hesperus är en insektsart som beskrevs av Morgan Hebard 1919. Melanoplus hesperus ingår i släktet Melanoplus och familjen gräshoppor. Inga underarter finns listade i Catalogue of Life.